# Plexaura capoblancoi
Plexaura capoblancoi is een zachte koraalsoort uit de familie Plexauridae. De koraalsoort komt uit het geslacht Plexaura. Plexaura capoblancoi werd in 1936 voor het eerst wetenschappelijk beschreven door Stiasny. 